# Clostera lundqvisti
Clostera lundqvisti är en fjärilsart som beskrevs av Felix Bryk 1942. Clostera lundqvisti ingår i släktet Clostera och familjen tandspinnare. Inga underarter finns listade i Catalogue of Life.